# Хомейн
Хомейн (перс. خمين) — місто і столиця шагрестану Хомейн в остані Марказі, Іран. Третє за чисельністю населення місто провінції.

## Географія
Хомейн розташовано на півдні провінції, на родючій рівнині, приблизно в 160 км від міста Кум та 325 км від Тегерану. Клімат міста Хомейн — помірний гірський, схильний до напівпустельного. Зими холодні, а літо помірне.

## Населення
За даними перепису 2016 року населення міста складає 72 882 осіб. Мешканці розмовляють перською мовою. За конфесіональними ознаками жителі міста — мусульмани-шиїти.

## Пам'ятки

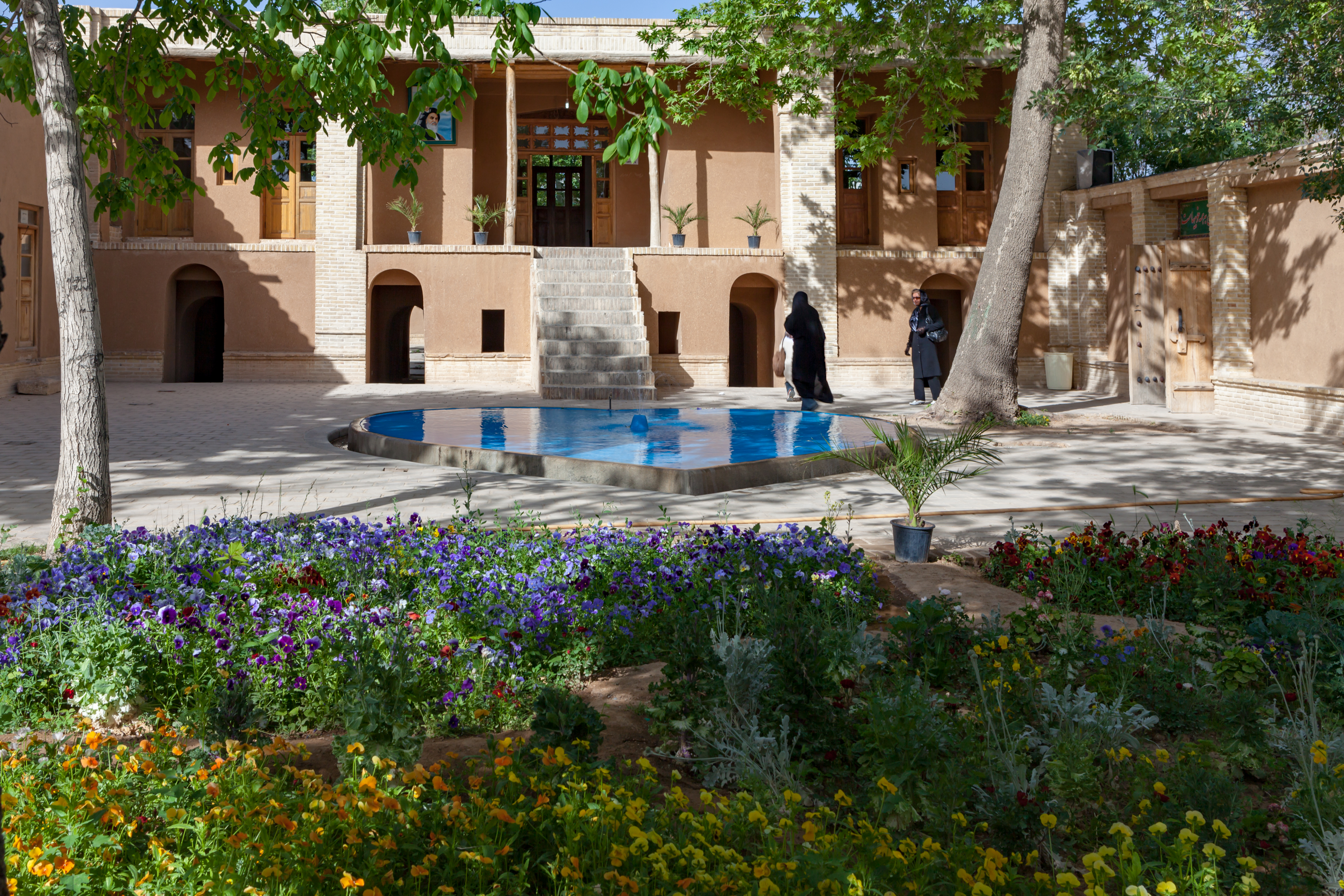
Місце народження аятоли Хомейні в місті Хомейн.

Назва Хомейн в перше згадувалася в книзі під назвою Історія пророків і царів. Підземні канали (Кяризи), каналізація та його знаменитий храм вогню можна назвати деякими доісламськими реліквіями. Також в місті розташовані залишки аркади старовинного базару, особняк періоду правління династії Каджарів, більш ніж 100 водяних млинів, стародавній зороастрійський храм. Це місто було центром Камареха 200 років тому.
Нещодавно це містечко стало відомим, тому що воно є батьківщиною лідера ісламської революції в Ірані, Рухолли Мусаві Хомейні. Дім його батька став важливою історичною пам'яткою.